# Sony Pictures
Sony Pictures Entertainment Inc. (широко відома як Sony Pictures або SPE, а раніше відома як Columbia Pictures Entertainment, Inc.) — американський диверсифікований багатонаціональний конгломерат мас-медіа та розважальних студій, який виробляє, купує та розповсюджує зняті розваги (театральні кінофільми, телевізійні програми та записані відео) через декілька платформ.
Через проміжну холдингову компанію під назвою Sony Film Holding Inc. вона керується як дочірня компанія Sony Entertainment, Inc., яка сама є дочірньою компанією багатонаціонального технологічного та медіа-конгломерату Sony Group Corporation. Розташована на майданчику Sony Pictures Studios в Калвер-Сіті, як одна з «Великої п'ятірки» головних американських кіностудій, вона охоплює підрозділи Sony щодо кіно, телевізійного виробництва та розповсюдження. Його продажі в 2020 фінансовому році (квітень 2020 — березень 2021) становили 7,16 мільярдів доларів. SPE є членом Асоціації кінокомпаній (MPA). Деякі з кінофраншиз Sony Pictures включають: Малюк-каратист, Мисливці на привидів, Джуманджі, Стюарт Літтл, Універсальний солдат, Люди в чорному, Людина-павук та кіновсесвіт Людини-павука від Sony.

## Історія
1 вересня 1987 року The Coca-Cola Company оголосила про плани виділити свої активи Columbia Pictures, якими вона володіла з 1982 року. Відповідно до цієї домовленості, Coca-Cola (він же Coca-Cola's Entertainment Business Sector) продала свої розважальні активи до TriStar Pictures, у якій їй належали 39,6 %. Tri-Star було перейменовано в Columbia Pictures Entertainment, Inc. (CPE), при цьому Coca-Cola володіла 49 %, її акціонери володіли 31 %, а акціонери Tri-Star володіли 20 %. У рамках плану злиття дві телевізійні компанії, що включають Columbia/Embassy Television і Tri-Star Television, повністю об'єдналися, щоб утворити нове втілення оригінального Columbia Pictures Television.
Злиття дозволило трьом топ-менеджерам Tri-Star, а саме Арнольду Месснеру, який керував Tri-Star Telecommunications, Віктору А. Кауфману, який керував головною студією Tri-Star Pictures, і Скотту Сіглеру, який керував Tri-Star Television, залишитися, у той час як четверо представників сектору розваг Coca-Cola Business Sector пішли, а саме Барбара Кордей, яка керувала Columbia/Embassy Television як президент, Герман Раш і Пітер Сіл, який керував Coca-Cola Telecommunications, і Браян МакГрат, який був президентом Coca-Cola Entertainment Business Sector. На початку грудня 1987 року колишній віце-президент Coke EBS Кеннет Лембергер пішов з посади, щоб приєднатися до Tri-Star Pictures, змінивши Роджера Фексона, який приєднався до Columbia Pictures як старший віце-президент студії.
Злиття було схвалено акціонерами 15 грудня 1987 року, і воно було завершено через два дні, за умовами якого бренди Columbia і Tri-Star будуть використовуватися як окремі та автономні виробничі одиниці та є частиною цілісного CPE разом з попереднім активи, підрозділами та зобов'язаннями колишнього сектору розваг Coca-Cola, який включав усі функції, такі як телебачення, домашнє відео, платні кабельні операції, угоду про виробництво художніх фільмів сектору розваг із Nelson Entertainment та його зв'язки з інвестиціями в Castle Rock Entertainment, а також продовжує володіти компанія TeleVentures, яка була пов'язана з трьома незалежними компаніями Tri-Star Television, Stephen J. Cannell Productions і Witt/Thomas Productions, а Merv Griffin Enterprises продовжить функціонувати як окрема компанія. На початку 1988 року була створена нова компанія під назвою Tri-Star, яка взяла на себе діяльність студії.
На початку січня 1988 року CPE оголосила, що відродить бренд Triumph для нової всесвітньої дочірньої компанії Triumph Releasing Corporation, яка функціонувала як театральний дистриб'ютор, маркетинг і просування фільмів Columbia і Tri-Star, і назвала Патріка Н. Вільямсона президентом підрозділу та компанії що надавав адміністративні послуги, пов'язані з розповсюдженням своїх фільмів у Північній Америці, а на міжнародному рівні відповідав би за керівництво кожною студією.
28 вересня 1989 року Sony отримала опціон на покупку всіх акцій The Coca-Cola Company (приблизно 54 мільйони акцій або 49 % акцій, що знаходяться в обігу) в CPE по 27 доларів за акцію. Наступного дня Sony також оголосила, що досягла угоди з Guber-Peters Entertainment Company, Inc. (NASDAQ: GPEC; раніше Barris Industries, Inc.), щоб придбати CPE за $ 200 млн, коли Sony найняла Пітера Губера та Джона Пітерса як співголови. Все це очолив Норіо Ога, який у той час був президентом і генеральним директором Sony.
Наймання Sony Губера і Пітерса для керування Columbia суперечило попередньому контракту, який продюсери підписали з Warner Bros. Голова Time Warner Стів Росс пригрозив Sony позовом за порушення контракту. Згодом позов було скасовано, коли Sony продала половину частки Columbia House і права на кабельне розповсюдження повнометражних, телефільмів і міні-серіалів Columbia компанії Warner Bros. За цією ж угодою Columbia також продала свої 35 % акцій Burbank Studios і придбала Lorimar Studios, раніше лот MGM, у Warner Bros.
31 жовтня 1989 року Sony завершила дружнє поглинання решти акцій (51 %) CPE, яка була публічною компанією, що котирується на Нью-Йоркській фондовій біржі (NYSE: KPE), і придбала 99,3 % звичайних акцій компанії. 8 листопада 1989 року Sony завершила придбання шляхом «короткого» злиття своєї дочірньої компанії Sony Columbia Acquisition Corporation, що повністю належить їй, у CPE відповідно до Загального закону про корпорації штату Делавер. Sony також завершила тендерну пропозицію щодо звичайних акцій Guber-Peters Entertainment Company 6 листопада 1989 року і придбала компанію через 3 дні. Придбання обійшлося Sony в 4,9 мільярда доларів (3,55 мільярда доларів за акції та 1,4 мільярда доларів за довгострокову заборгованість) і було підтримано (профінансовано) п'ятьма великими японськими банками Mitsui, Tokyo, Fuji, Mitsubishi та Industrial Bank of Japan.
7 серпня 1991 року компанія була перейменована в Sony Pictures Entertainment. У тому ж році Джон Пітерс покинув Columbia, щоб заснувати Peters Entertainment, спочатку уклавши трирічну ексклюзивну угоду зі студією, а потім перейшов на неексклюзивну зі студією угоду. Довголітня співробітниця CPE Лорі Макдональд також пішла, щоб заснувати студію Aerial Pictures, спочатку за дворічною угодою, а потім пішла в 20th Century Fox в 1993 році, а пізніше того ж року її поглинула Amblin Entertainment, врешті-решт створивши DreamWorks Pictures.
З тих пір Sony створила численні інші підрозділи з виробництва та розповсюдження фільмів, наприклад, Sony Pictures Classics для артхаусу, утворивши Columbia TriStar Pictures (також відому як Columbia TriStar Motion Picture Group) шляхом злиття Columbia Pictures і TriStar Pictures у 1998 році, відродження колишнього телевізійного підрозділу Columbia, компанії Screen Gems. Вона розширила свою діяльність 8 квітня 2005 року, коли консорціум на чолі з Sony придбав легендарну голлівудську студію Metro-Goldwyn-Mayer за 4,8 мільярда доларів США через холдингову компанію MGM Holdings, Inc.
Це фактично об'єднало назву студії MGM з основною студією MGM, хоча дещо заплутано, що основна частина оригінальної бібліотеки MGM до травня 1986 року опинилась у Time Warner через операції Теда Тернера — Кірка Керкоріана «Turner Entertainment Co.». Бібліотека MGM після квітня 1986 року складається з придбання різноманітних сторонніх бібліотек, таких як каталог Orion Pictures, що призвело до рімейку РобоКоп 2014 року від MGM.
У липні 2000 року керівник відділу маркетингу, який працює в Sony Corporation, створив вигаданого кінокритика Девіда Меннінга, який постійно давав хороші рецензії на релізи дочірньої компанії Sony Columbia Pictures, які зазвичай отримували погані відгуки серед справжніх критиків. Пізніше Sony призупинила рекламу, відсторонила творця Меннінга та його керівника та сплатила штрафи штату Коннектикут та шанувальникам, які бачили рецензовані фільми в США.
4 червня 2008 року група 2JS Productions BV, що повністю належить SPE, придбала голландську виробничу компанію 2waytraffic N.V., відому за форматом «Хто хоче стати мільйонером?», придбаний у оригінальної продюсерської компанії Celador, і You Are What You Eat за 114,3 мільйона фунтів стерлінгів (в доларах США 223,2 мільйона).
У 2011 році комп'ютерну мережу Sony Pictures було зламано, і приблизно один мільйон облікових записів користувачів, пов'язаних з веб-сайтом SonyPictures.com, були розкриті.
18 листопада 2012 року Sony Pictures оголосила, що прибуток перевищив 4 мільярди доларів завдяки успіху релізів: Skyfall, The Amazing Spider-Man, 21 Jump Street, Люди в чорному 3, Монстри на канікулах, Інший світ: Пробудження, Клятва та Оселя зла: Відплата. 21 листопада 2013 року генеральний директор SPE і Sony Entertainment Майкл Лінтон оголосив, що SPE перенесе акцент з фільмів на телебачення, скоротивши 2014 року випуск фільмів. Того ж дня також було оголошено, що буде більше сиквелів і спін-оффів про Людину-павука, хоча 10 лютого 2015 року Sony Pictures врешті-решт підписала угоду з Marvel Studios щоб дозволити Людині-павуку з'явитися в кінематографічному всесвіті Marvel, починаючи з Перший месник: Протистояння, а потім у фільмі «Людина-павук: Повернення додому», який був випущений 7 липня 2017 року. Угода також дозволила Sony розповсюджувати та мати творчий контроль над будь-яким фільмом MCU, де головним героєм є Людина-павук (наприклад, «Повернення додому» та його продовження «Людина-павук: Далеко від дому»), а Disney розповсюджуватиме фільми MCU, де з'являється Людина-павук не будучи головним героєм.
22 січня 2014 року SPE об'єднала свій технологічний підрозділ у різні ядра свого бізнесу. У квітні Sony Pictures уклала угоду про фінансування фільмів на суму 200 мільйонів доларів з LStar Capital, кредитною компанією Lone Star Capital і Citibank, половина якої в боргових зобов'язаннях, а інша — в акціонерному капіталі, щоб профінансувати більшість фільмів SPE протягом кількох років. Спочатку SPE розглядала угоду на суму 300 мільйонів доларів з Blue Anchor Entertainment, яку очолювали партнер Блума Герготта Джон Лавіолетт і колишній інвестиційний банкір і продюсер Джозеф М. Сінгер, а також підтримували Longhorn Capital Management та Deutsche Bank, яка була затримана через регуляторні питання.
У результаті переоцінки активів компаній, що займаються кіно і телевізійним виробництвом (капіталізовані витрати на фільми, включаючи вартість фільмотеки, здебільшого зафіксовану під час придбання CPE у 1989 році), Sony зареєструвала неготівкову компенсацію гудвілу в SPE в розмірі 962 мільйонів доларів у третьому кварталі 2016 року.
3 липня 2018 року Sony випадково повністю завантажила на YouTube фільм Халі Вбивця. Плівка пролежала кілька годин, перш ніж була знята.
У листопаді 2019 року Sony купила решту 42 % акцій Game Show Network (GSN) у AT&T, передавши її під керівництво свого телевізійного підрозділу.
У квітні 2021 року Sony уклала угоду з Netflix, яка дозволила потоковому сервісу розміщувати їхні фільми після показів у кінотеатрах та випуску в домашніх медіа. Того ж місяця компанія також уклала багаторічну ліцензійну угоду з The Walt Disney Company на те, щоб її фільми транслювалися на потокових і лінійних платформах Disney, включаючи Disney+ і Hulu.
У лютому 2022 року Sony підписала угоду з WarnerMedia Europe щодо трансляції своїх театральних фільмів на HBO Max для країн Центральної та Східної Європи.

## Злам 2014 року
У листопаді 2014 року комп'ютерну мережу Sony Pictures зламала група хакерів на ім'я «Вартові миру», в результаті чого багато комп'ютерів були виведені з ладу. Пізніше того ж тижня з'явилися п'ять фільмів Sony Pictures, в тому числі деякі ще не випущені (наприклад, Ф'юрі та Енні), а також конфіденційні дані про 47 000 нинішніх і колишніх співробітників Sony. Історик кіно Вілер Вінстон Діксон припустив, що хак, який розкрив внутрішню роботу студії, був «негарною картинкою» і послужив «тривожним дзвінком для всієї індустрії». Злам також виявив деякі інші документи, електронні листи між голлівудськими магнатами, які посилаються на кінематографічні смаки Барака Обами, можливе партнерство з Marvel Studios для включення супергероя Людини-павука в Перший месник: Протистояння , що пізніше було підтверджено в лютому 2015 року., серед інших. 16 грудня хакери попередили кіноманів, погрожуючи атакувати кожного, хто побачить «Інтерв'ю» під час свят, і закликаючи людей «згадати 11 вересня 2001 року». 17 грудня 2014 року Sony скасувала раніше запланований на 25 грудня випуск «Інтерв'ю» у відповідь на погрози хакерів.
24 лютого 2015 року Том Ротман був призначений головою кіногрупи SPE замість Емі Паскаль.
16 квітня 2015 року WikiLeaks опублікував понад 30 287 документів, 173 132 електронні листи та 2200 корпоративних електронних адрес співробітників Sony Pictures. У прес-релізі WikiLeaks зазначається, що вміст витоків «заслуговує на новини та знаходиться в центрі геополітичного конфлікту» і є «суспільним надбанням». Пізніше Sony Pictures засудила злам та подальші витоки, назвавши це «злісним злочинним актом», а також розкритикувала WikiLeaks за опис вмісту витоку як суспільного надбання.
Сет Роген висловив сумніви щодо відповідальності Північної Кореї за злам Sony 2014 року. Виходячи з графіка подій і кількості злитої інформації, він вважає, що злам міг бути здійснений співробітником Sony.

## Корпоративна структура
Штаб-квартира SPE у Калвер-Сіті, Каліфорнія, США, включає різні студії та розважальні бренди, включаючи Columbia Pictures, Screen Gems, TriStar Pictures та GSN.

### Команда вищого керівництва
- Ентоні Вінчікерра
  - Голова та генеральний директор Sony Pictures Entertainment
- Том Ротман
  - Голова Sony Pictures Motion Picture Group[56]

### Motion Pictures та Home Entertainment
- Sony Pictures Motion Picture Group: раніше Columbia TriStar Motion Picture Group[56]. Маючи бібліотеку з понад 4000 фільмів (у тому числі 12 лауреатів премії Оскар за найкращий фільм), станом на 2004 рік цей підрозділ Sony розповсюджує близько 22 фільмів на рік під різними студійними брендами в 67 країнах[57]. Група володіє студійними приміщеннями в США, Гонконгу, Мадриді, Мексиці, Великій Британії, Бразилії та Японії.
  - Columbia Pictures: заснована в 1924 році Гаррі Коном, Sony придбала студію в 1989 році у The Coca-Cola Company за 3,4 мільярда доларів[17][18].
  - TriStar Pictures: створено в 1982 році як спільне підприємство Columbia Pictures, HBO і CBS. У грудні 1987 року став частиною компанії Coca-Cola, а в 1989 році — власником став Sony. Був відновлений у 2004 році як відділ маркетингу та придбань, який спеціалізується на жанрових та незалежних фільмах.
    - TriStar Productions: спільне підприємство Тома Ротмана та SPE.

  - Screen Gems: спочатку анімаційний відділ Columbia, а пізніше телевізійна продюсерська компанія, найбільш відома за телевізійними фільмами «Заворожені» та «Сім'я Партріджів», а також за допомогою короткометражних сюжетів «Три маруни» у 1958 році. Sony відродила бренд Screen Gems у 1998 році, щоб розробити фільми середньої ціни (бюджет виробництва від 20 до 50 мільйонів доларів) у певних жанрах, таких як наукова фантастика, жахи, чорне кіно та франшизи.
  - Sony Pictures Imageworks[58]
  - Sony Pictures Animation
  - Sony Pictures Classics: заснована в 1992 році спеціалізована кінокомпанія Sony, яка займається розповсюдженням, виробництвом і придбанням у таких жанрах, як документальні, незалежні та артхаусні фільми в Сполучених Штатах і за кордоном.
  - 3000 Pictures
  - Sony Pictures Releasing: заснована в 1994 році[59] як наступник Triumph Releasing Corporation. Підрозділ займається розповсюдженням, маркетингом та просуванням фільмів виробництва Sony Pictures Entertainment; включаючи Columbia Pictures, TriStar Pictures, Screen Gems, Sony Pictures Classics та інші1.
    - Sony Pictures Releasing International (раніше Columbia TriStar Film Distributors International)
      - Sony Pictures India: виробничий дім, заснований Sony для випуску індійських фільмів та розповсюдження голлівудських фільмів, випущених від Columbia Pictures.

  - Sony Pictures Home Entertainment: заснована в 1978 році як Columbia Pictures Home Entertainment. Зараз виробляє та розповсюджує бібліотеки фільмів і телебачення Sony на Blu-ray, Ultra HD Blu-ray, 3D Blu-ray, DVD та цифрових завантаженнях
    - Sony Wonder: колишній дитячий та сімейний лейбл Sony Music, який був переведений на SPHE 21 червня 2007 року.
    - Genius Brands (міноритарна частка)

  - Sony Pictures Worldwide Acquisitions (SPWA): підрозділ Sony, який купує і виробляє близько 60 фільмів на рік для широкого спектру платформ розповсюдження, особливо для нетеатральних ринків. Мав назву «Worldwide SPE Acquisitions, Inc.» до вересня 2010 року.
    - Destination Films: кінокомпанія, яка наразі спеціалізується на бойовиках, трилерах, науково-фантастичних, нішевих і бюджетних фільмах жахів, що була придбана Sony у 2001 році.
    - Stage 6 Films: лейбл для прямого перегляду відео, створений у 2007 році. Також випускає деякі фільми в театрі.
    - Affirm Films: кінолейбл, запущений у 2008 році для випуску євангельських та християнських фільмів.

### Television

#### Виробництво та розповсюдження в США
- Sony Pictures Television: (раніше Columbia TriStar Television Group) Наступник телевізійного підрозділу Columbia (спочатку Screen Gems, пізніше Columbia Pictures Television, TriStar Television і Columbia TriStar Television), станом на 2004 рік цей підрозділ випускав 60 фільмів для різних телевізійний мереж по всьому світу. Містить бібліотеку, яка включає понад 35 000 серій понад 270 телесеріалів і 22 000 епізодів ігрових шоу під брендом Sony Pictures Television, а також телевізійні права на бібліотеку Embassy Pictures (включаючи «Випускник» і «Лев взимку»), а також власника телевізійного відділу «Embassy Television» — серед останніх відомих шоу в цій бібліотеці є Нас п'ятеро, Щит, Сайнфелд, Король Квінзу, Дні нашого життя і Молоді та зухвалі. Їхній колишній міжнародний дистриб'юторський підрозділ Sony Pictures Television International відповідав за глобальне розповсюдження фільмів та телевізійних продуктів SPE по всьому світу. Раніше відомий як Columbia TriStar International Television з 1992 по 2002 рік.
  - Affirm Television: телевізійний підрозділ Affirm Films[60].
  - Embassy Row: телевізійна та цифрова продюсерська компанія Майкла Девіса. SPT придбала компанію 14 січня 2009 року.
  - Gemstone Studios
  - TriStar Television: спочатку запущений в 1986 році, а в 1988 році перейшов до Columbia Pictures Television. Перезапущений у 1991 році і став лише іменним у 1999 році. Знову запущений у 2015 році як виробничий лейбл у рамках SPT.
  - Sony Pictures Television Studios: виробнича назва була запущена 25 липня 2017 року для створення бібліотеки SPT, починаючи з 7 січня 2020 року[61].

#### Міжнародне виробництво
- 2waytraffic: ця телевізійна компанія, придбана Sony у 2008 році, володіє низкою форматів, зокрема, Хто хоче стати мільйонером?.
- Blueprint Television: (невеликий пакет акцій)
- Electric Ray: засновано Карлом Уорнером із SPT у січні 2014 року[62].
- Floresta
- Huaso: китайська спільна виробнича компанія, заснована в 2004 році Sony Pictures Television International і Hua Long Film Digital Production Co., Ltd. компанії China Film Group в Пекіні.
- Lean-M Producers Center: російська продюсерська компанія, заснована в 2000 році Тимуром Вайнштейном і Олегом Осиповим, пізніше до якої приєднався В'ячеслав Муругов. У 2007 році SPTI придбала мажоритарний пакет акцій Lean-M з додатковими 16 % 13 квітня 2009 року[63] і рештою в 2010 році.
- Left Bank Pictures: британська виробнича компанія, заснована Енді Гаррісом, Френсісом Хопкінсоном і Маріго Кехо в 2007 році. Переважний пакет акцій SPT придбав у 2012 році.
- Playmaker Media: австралійська виробнича компанія, придбана SPT у 2014 році[64].
- Silvergate Media
- Starling
- Stellify Media: спільне підприємство між SPT, Кіраном Доерті та Меттом Ворті, започатковане в 2014 році для Північної Ірландії[65].
- Teleset

#### Телевізійні мережі

##### Сполучені Штати
- Cine Sony Television
- Game Show Network
- GetTV
- Sony Movies

##### Міжнародні
- AXN: Створена в 1997 році, розважальна телевізійна мережа Sony, яка транслюється в Японії, Азії, Латинській Америці та Європі.
- Sony Entertainment Television: запущена 30 вересня 1995 року платна розважальна телемережа у Індії

### Інші операційні активи Sony Pictures
- Crunchyroll, LLC, спільне підприємство, спільно з Aniplex компанії Sony Music Entertainment Japan, яке зосереджується на розповсюдженні аніме-серіалів і фільмів. Інші підрозділи включають Crunchyroll Films, Crunchyroll Studios та Crunchyroll Games, LLC.
  - Crunchyroll Manga Ltd., британський підрозділ Crunchyroll, LLC.
  - Crunchyroll Pty. Ltd , австралійський підрозділ Crunchyroll, LLC.
  - Crunchyroll EMEA, підрозділ Crunchyroll, LLC, який обслуговує Африку, Близький Схід та неангломовну Європу. Підрозділи включають Crunchyroll SAS, Crunchyroll SA, AV Visionen, Anime Digital Network та Kazé.
- Ghost Corps: курує проекти, пов'язані з франшизою «Мисливці за привидами», включаючи фільми, телевізійні шоу та мерчандайзинг.
- Madison Gate Records
- Sony Pictures Family Entertainment Group
- Sony Pictures Consumer Products
- Sony Pictures Interactive

- Sony Pictures Cable Ventures, Inc.
- Sony Pictures Studios: фактичні фізичні будівлі, земельні ділянки та обладнання для створення фільмів у Калвер-Сіті, Каліфорнія. Включає 22 звукові сцени, розміром від 7600 до 43000 квадратних футів (700 до 4000 м2)
- Sony Pictures Europe: офіси розташовані за адресою 25 Golden Square, Лондон, Англія
- Sony Pictures Studios Post Production Facilities
- Worldwide Product Fulfillment

## Пов'язані підрозділи Sony Pictures
Нижче наведено інші підрозділи Sony Pictures, які не є дочірніми компаніями каліфорнійської Sony Pictures Entertainment, а є дочірніми компаніями основної токійської корпорації Sony.
- Sony Pictures Entertainment Japan (SPEJ): компанія що планує, виробляє, продає, імпортує, експортує, здає в оренду, транслює та розповсюджує фільми, телепрограми, відео та аудіо-візуальне програмне забезпечення в Японії. На веб-сайті компанії зазначено, що вона була створена 10 лютого 1984 року[66], що на 5 років раніше, ніж Sony придбала Columbia Pictures Entertainment. SPEJ було утворено в 1991 році в результаті злиття Columbia TriStar Japan, RCA-Columbia Pictures Video Japan і Japan International Enterprises. Базується в Токіо, Японія.
  - Більшістю акцій SPEJ володіє каліфорнійська Sony Pictures Entertainment[67][68].
  - Animax: заснована в Японії Sony в 1998 році, Animax є найбільшою у світі телевізійною мережею аніме[69] з відповідними мережами, які працюють у Японії, Східній Азії, Південно-Східній Азії, а також у Південній Азії, Південній Америці, Африці та інших регіонах[70].
- Sony Pictures Digital (SPD): дочірня компанія Sony Corporation, що базується в Японії[71].
  - Sony Station
  - Sony Pictures Network
  - Sony Pictures Digital Networks
    - SPiN
    - SoapCity
    - Screenblast
    - Advanced Platform Group APG
- Culver Max Entertainment: дочірня компанія Sony Corporation, що базується в Індії[72]. Основними брендами компанії є Sony Entertainment Television і Sony SAB. Він також володіє багатьма іншими компаніями та брендами під іменем Sony.
  - Sony SAB
  - Sony Aath
  - Sony BBC Earth (спільне підприємство з BBC Studios)
  - Sony Entertainment Television
  - Sony Max
  - Sony Max 2
  - Sony Pal
  - Sony Pix
  - Sony Six
  - Sony Ten
  - Sony Wah
  - Sony YAY!

## Sony Pictures франшизи
Це список франшиз в Sony Pictures Entertainment.
- Я мрію про Джинні: на основі телевізійної серії Screen Gems з мультсеріалу Джинні в 1973 році.
- Моя дружина мене причарувала: на основі телевізійної серії Screen Gems з мультфільму про Табіта і Адама і клоуна в сім'ї в 1972 році.
- Карате КВД: п'ять фільмів, один у 1984, 1986, 1989, 1994, 2010 і перероблені в тому числі в телесеріал Карате КВД: The Animated Series.
- Людина-павук: Починаючи з 2002 з двома продовженнями у 2004 та 2007. Виробляються також дві серії Людина-павук 2003 і Нові пригоди Людини-павука в поєднанні з Marvel Comics.
- Стюарт Літтл: Починаючи з 1999 з двома продовженнями в 2002 і 2006 роках і один телесеріал Стюарт Літтл: The Animated Series. За мотивами роману Е. Б. Уайта.
- Люди в чорному: Починаючи з 1997 фільм з продовженням у 2002, а також майбутнього третього продовження, яке планується на 25 травня 2012.
- Мисливці за привидами: почалось з успішного блокбастера 1984, потім три анімаційні серії: у 1986, 1988 і 1997.
- Open Season: Починаючи з 2006 фільм з продовженням у 2008, а також майбутнього третя частина в 2011 році.
- Джиммі Нейтрон: Геніальний хлопчик: Фільм виробництва Paramount Pictures у 2001 році і майбутнє продовження на 2 серпня 2012.
- Губка Боб Квадратні Штани: Фільм виробництва Paramount Pictures у 2004 році і майбутнє продовження на 2013.
- Янголи Чарлі: з 1976 року (телесеріали, фільми, анімаційний вебсеріал).